# Kanibalský film
Kanibalský film je podžánr filmového hororu, typický pro italskou filmovou produkci sedmdesátých a osmdesátých let. Pro žánr jsou typické neobyčejně brutální filmy, založené na střetu zástupců moderní civilizace s kanibalskými kmeny v Asii a Jižní Americe. Autoři žánru užívají celou řadu prvků explicitního násilí, snaží se o šokující účinek. Filmy typicky obsahují dlouhé scény mučení, znásilňování, zabíjení lidí i zvířat a pojídání lidského masa, využívají exotické lokace. Žánr úzce souvisí s tzv. Mondo filmy, vysoce brutálními pseudodokumenty, s nimiž později splynul. Většina kanibalských filmů vznikla v období, nazývaném cannibal boom, které je vymezen přibližně léty 1977–1981. Za první kanibalský film je pokládán Vymítač kanibalů (Il paese del sesso selvaggio, 1972) režiséra Umberta Lenziho, patrně nejslavnějším je Cannibal Holocaust režiséra Ruggera Deodata (1980). K dalším známým dílům patří Cannibal Ferox a Mangiata Vivi Umberta Lenziho, La Montagna del Dio Cannibale Sergia Martina či Natura contro Antonia Climatiho. K nejvýznamnějším režisérům patří krom již zmíněných Ruggera Deodata a Umberta Lenzho také Jesus Franco (Mondo cannibale) a Joe d'Amato (Emanuelle e gli ultimi cannibali). Většina filmů tohoto žánru je velmi kontroverzní kvůli týrání zvířat, častým pornografickým scénám a především obrovské brutalitě. 